# Fundação Casa dos Carneiros
A Fundação Casa dos Carneiros é uma organização cultural brasileira fundada em 2007 com o objetivo de preservar a história do menestrel Elomar Figueira Mello, morador da caatinga baiana, de onde compôs uma infinidade de músicas que retratam o interior do Brasil e remonta aos tempos medievais, no estilo barroco.
A sede está na Fazenda Casa dos Carneiros, localizada no povoado da Gameleira, distrito do Iguá, em Vitória da Conquista, município da Bahia. Na fazenda também está situado um teatro, o Teatro Domus Operae, e a residência de Elomar.
A Casa dos Carneiros existe em torno da obra de Elomar e da sua concepção de "arte puramente brasileira". Nesse sentido, lançou em 2010 o projeto "Festival da Ópera Brasileira" para divulgar a ópera brasileira e artistas dela em anonimato. E, em 2014, a sede da Fundação abrigou a exposição itinerante “No Litoral é Assim” da 3.ª Bienal da Bahia, realizada pela Secretaria de Cultura do Estado da Bahia (Secult-BA).
A 25.ª edição do programa Ocupação do Itaú Cultural homenageou o artista, construiu o edifício "Arquivos Implacáveis da Casa dos Carneiros – Elomar Figueira Mello" (arquitetado por Elomar e em simulação a um curral caprinocultor) na fazenda para abrigar o acervo do mesmo após um processo de organização, higienização e catalogação financiado pelo Itaú Unibanco.

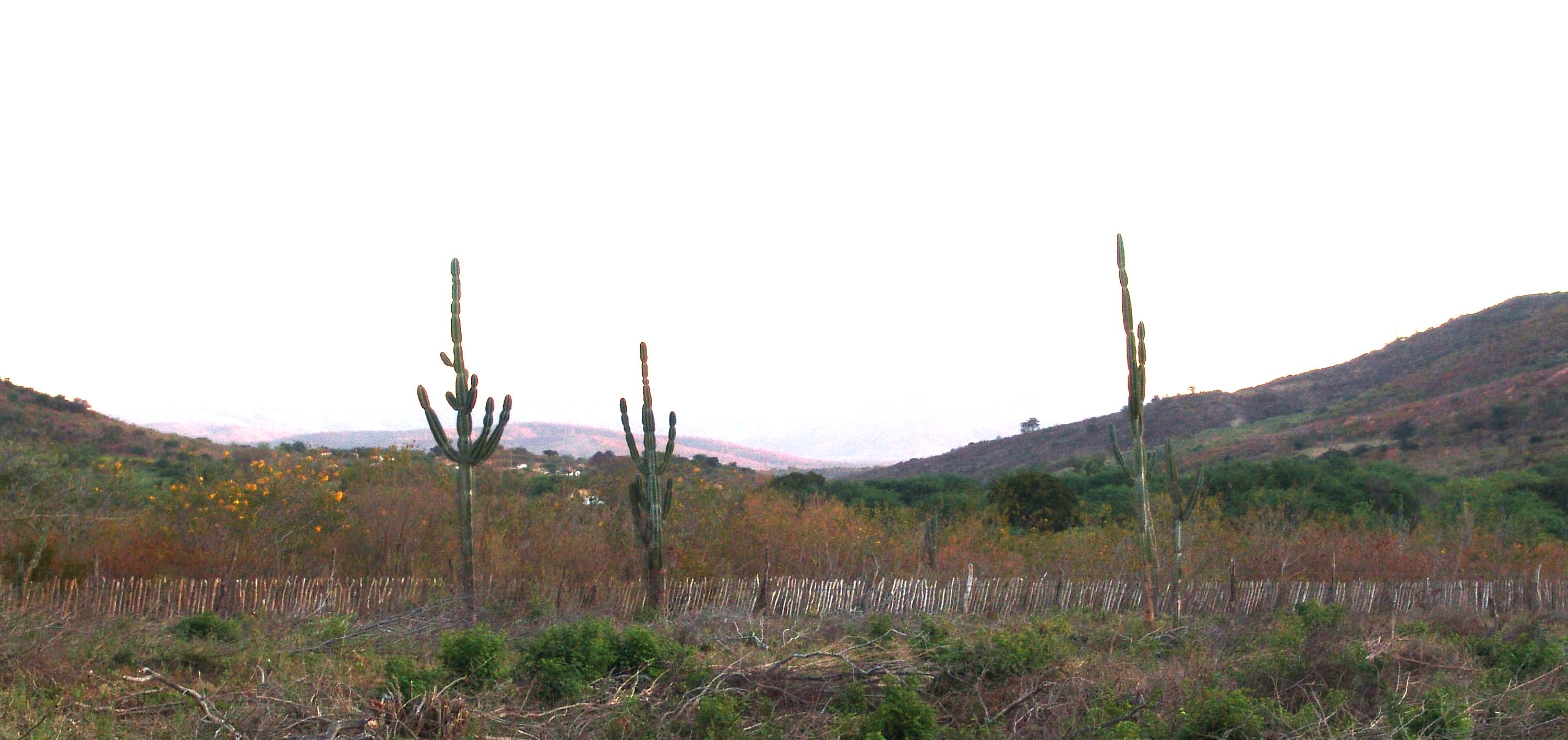
Visão da caatinga pela varanda da sede da Fazenda Casa dos Carneiros